# 연합민주군
연합민주군(프랑스어:Forces démocratiques alliées; 약칭 ADF)는 우간다와 콩고민주공화국의 이슬람 극단주의 반군 단체로, 우간다 정부에 의해 테러 조직으로 지정되었다. 원래 우간다 서부에 기반을 두고 있었지만 인근 콩고민주공화국으로 세력을 확장했다. 대부분의 우간다 ADF 전투원들은 바간다(Baganda)와 바소가(Basoga) 부족의 무슬림이다.
1990년대 후반부터 ADF는 우간다 국경 근처의 콩고민주공화국 북키부주에서 활동해 왔다. 적대 세력의 반복적인 공세로 인해 심각한 타격을 입었음에도 ADF가 유지될 수 있었던 것은 전투원 모집과 재정 능력이 건재했기 때문이다.
2015년부터 ADF는 지도자 자밀 무쿨루가 투옥되고 그 자리에 무사 발루쿠가 등극하면서 급진화되었다. 2019년부터 ADF는 파벌화되어 한 파벌은 무쿨루에 충성하고 다른 파벌은 발루쿠를 추종하며 이슬람 국가에 합병되었다.